# پولگان
پولگان (به لاتین: Pulgon) یک منطقهٔ مسکونی در قرقیزستان است که در شهرستان قدم‌جای واقع شده‌است. پولگان ۲٬۴۶۶ نفر جمعیت دارد و ۱٬۰۴۴ متر بالاتر از سطح دریا واقع شده‌است.